# بانیلس
بانیلس (به اسپانیایی: Banyoles) یک شهرستان در اسپانیا است که در خرنا واقع شده‌است.

## خصوصیات
بانیلس ۱۱٫۱ کیلومترمربع مساحت و ۱۷٬۹۱۷ نفر جمعیت دارد و ۱۷۲ متر بالاتر از سطح دریا واقع شده‌است.